# Melchor de Mencos
Melchor de Mencos é uma cidade da Guatemala do departamento de El Petén.